# Pro Evolution Soccer 2011
Pro Evolution Soccer 2011 (PES 2011, được gọi là World Soccer: Winning Eleven 2011 ở châu Á) là một trò chơi điện tử bóng đá trong loạt Pro Evolution Soccer được phát triển và phát hành bởi Konami với sự hỗ trợ sản xuất từ Blue Sky Team. Trò chơi được công bố vào ngày 9 tháng 2 năm 2010 trên hệ máy PlayStation 3, PC và Xbox 360, được phát hành vào ngày 8 tháng 10 năm 2010 tại Liên minh châu Âu và Vương quốc Anh. Các phiên bản dành cho Wii, PlayStation 2, và PlayStation Portable được phát hành ngày 28 tháng 10 năm 2010. Hai giải đấu UEFA Champions League, UEFA Europa League là những giải đấu chính có bản quyền của trò chơi và lần đầu tiên trong loạt, UEFA Super Cup và Copa Libertadores của CONMEBOL có đầy đủ bản quyền.
Đoạn trailer đầu tiên được tung ra vào ngày 4 tháng 5 năm 2010, trong khi một đoạn trailer khác được tung ra vào tháng 6 năm 2010 tại hội chợ E3, nó thể hiện một số tính năng mới của trò chơi. Trò chơi cũng cho thấy sự trở lại của Lionel Messi trên bìa. Và đây cũng là lần xuất hiện cuối cùng của cầu thủ Argentina này trên bìa. Jim Beglin của ITV đã được mời để cùng bình luận các trận đấu cùng Jon Champion trong PES 2011.
Một phiên bản chơi thử của PES 2011 dành cho hệ máy PC và PS3 đã được tung ra vào ngày 15 tháng 9 năm 2010. Phiên bản chơi thử này cho phép người chơi chơi thử 10 phút với 4 đội có sẵn: FC Barcelona, Bayern München và 2 đội tại giải Copa Libertadores: Chivas de Guadalajara và SC Internacional. Một đoạn video phác thảo đầy đủ thông tin sau mỗi trận đấu trong trò chơi cũng được trình chiếu trong buổi ra mắt tại Anh vào ngày 8 tháng 10 năm 2010.